# ال پیتیا
ال پیتیا (به لاتین: Elpitiya) یک منطقهٔ مسکونی در سری‌لانکا است که در ناحیه گاله واقع شده‌است.